# Ethel Lackie

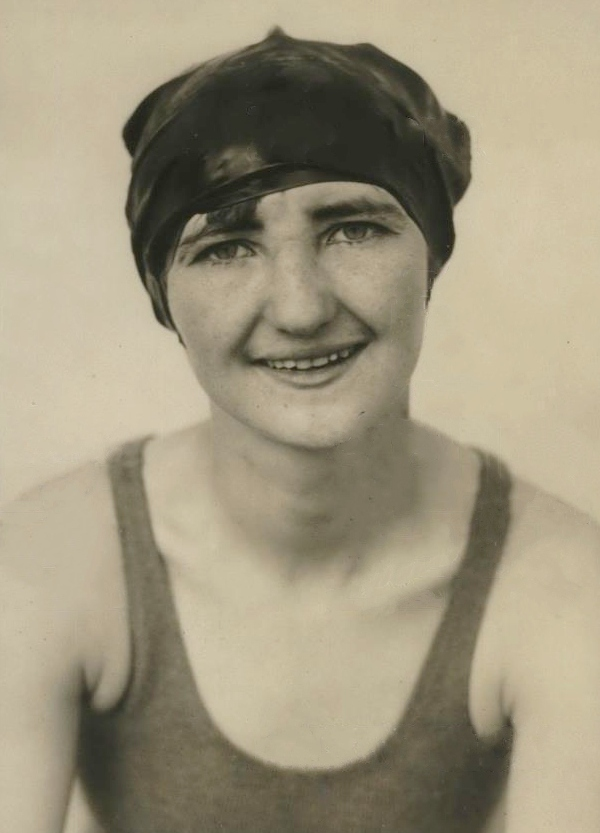
Ethel Lackie (1929)

Ethel Lackie Watkins (* 10. Februar 1907 in Chicago; † 15. Dezember 1979 in Newbury Park, Kalifornien) war eine US-amerikanische Schwimmerin.
Sie war die erste Schwimmerin, die über 100 Yards unter einer Minute schwamm. Sie verbesserte den Weltrekord gleich um über 3 Sekunden. Bei den Olympischen Spielen 1924 in Paris wurde sie Olympiasiegerin über 100 m Freistil und mit der 4 × 100-m-Freistilstaffel. Im Jahr 1969 wurde sie in die Ruhmeshalle des internationalen Schwimmsports aufgenommen.